# Mainland (Shetland)
Mainland ou, na sua forma portuguesa, Mainelândia é a ilha principal do arquipélago das Shetland, com uma área de 970 km², o que faz dela a terceira maior ilha escocesa e a quinta das Ilhas Britânicas, depois da Grã-Bretanha, Irlanda, Lewis and Harris e Skye. A sua população é de 18765 habitantes principalmente em Lerwick, única aglomeração considerável da ilha e do arquipélago.

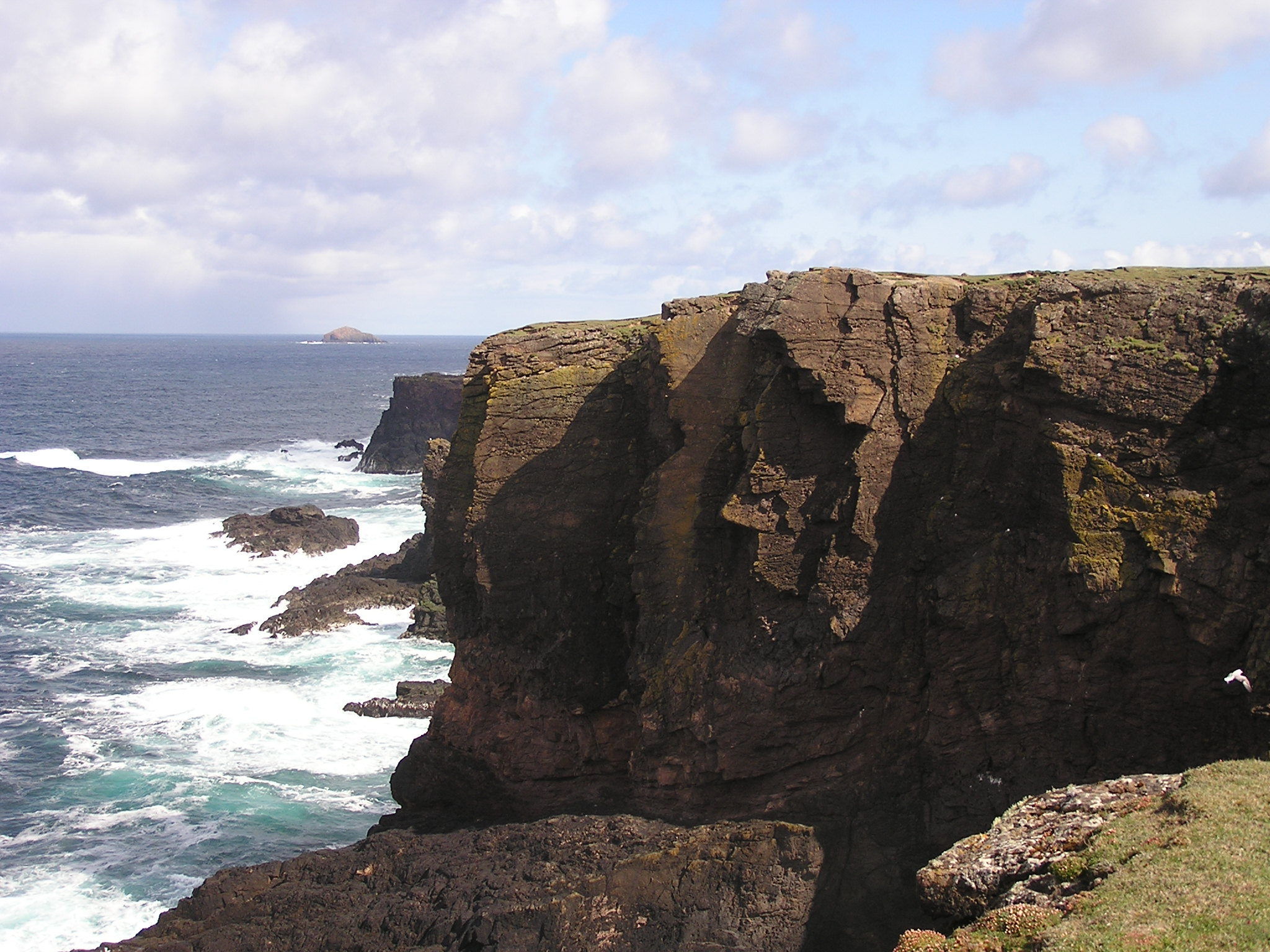
Falésias de Eshaness, no norte de Mainland